# Castillo de Monzón
El castillo del Monzón es un castillo-fortaleza medieval situado en la población de Monzón (Huesca). Su momento de mayor relevancia política se da durante la dominación de la Orden del Temple, pero al situarse en un lugar geográfico estratégico y ser de difícil conquista ha sido lugar de interés bélico en todas las guerras sucedidas en el territorio desde el siglo X hasta el siglo XX. El castillo actual muestra tanto su uso durante unos 1000 años como el reflejo de la arquitectura militar de ese periodo, principalmente la desarrollada por la Orden del Temple y la arquitectura militar de la Edad Moderna.

## Historia
De origen árabe (siglo X) pasa a manos cristianas en 1089 al ser conquistada la población por Sancho Ramírez. En 1143 el castillo es cedido a la orden del Temple y es completado con la adición de murallas, torres, caballerizas, refectorio y dormitorios. El rey Jaime I residió durante su niñez en la fortaleza protegido por los templarios.
En 1309, al darse la orden de disolución del temple, el castillo es asediado por el ejército de Jaime II hasta que capitula.
Durante la guerra de los Segadores, sufrió dos asedios. En 1642 y en 1643, siendo tomado por las tropas reales definitivamente el 5 de diciembre.
La fortaleza siguió manteniendo guarniciones hasta el siglo XIX, lo que provocó la lógica evolución en sus murallas y defensas. Su aspecto exterior definitivo es del siglo XVIII. Durante la Guerra de la Independencia fue tomado por las tropas francesas del mariscal Suchet y liberado el 15 de febrero de 1814 por el Ejército español del general Copons merced a una estratagema debida al militar y aventurero español Juan Van Halen, luego teniente general, que por el mismo procedimiento había conseguido la toma por los españoles de las plazas de Lérida el 14 y Mequinenza el 12.
En 2017 se realizaron unas obras de emergencia debido a las fuertes tormentas del mes de marzo, que provocaron que un foso del Castillo se desmoronara. Las obras duraron seis meses y costaron 642.000 euros. El Instituto del Patrimonio Cultural de España pagó y supervisó las obras.
Está declarado Bien de interés cultural.